# عمر آباکار
عمر آباکار (انگلیسی: Oumar Abakar؛ زادهٔ ۱ سپتامبر ۱۹۷۹) بازیکن فوتبال اهل چاد بود.
وی همچنین در تیم ملی فوتبال چاد بازی کرده است.